# Nyctophilus timoriensis
Nyctophilus timoriensis is een vleermuis uit het geslacht Nyctophilus die voorkomt in zuidelijk Australië, op Nieuw-Guinea en op Timor. Hoewel Timor de typelocatie is, is de soort daar nooit opnieuw gevonden; het is onduidelijk of het dier daar werkelijk voorkomt. Ook op Nieuw-Guinea is de soort niet vaak gevonden. In Australië zijn er vier gescheiden populaties: zuidelijk West-Australië; zuidelijk Zuid-Australië; Zuidoost-Queensland en de westelijke helft van New South Wales; en Tasmanië. De populaties in West-Australië (major Gray, 1844) en Tasmanië (sherrini Thomas, 1915) zijn mogelijk aparte soorten. In Tasmanië en West-Australië komt het dier voor in nat sclerophyll bos, in de overige twee Australische populaties in allerlei soorten grasland en open bos, en op Nieuw-Guinea in regenwoud. Het dier slaapt meestal in boomholtes. Het grootste deel van de insecten die hij eet haalt hij van de grond of van vegetatie, maar sommige worden ook in de lucht gevangen.
N. timoriensis is een grote Nyctophilus met vrij grote oren. De vacht is grijsbruin. De kop-romplengte bedraagt 50 tot 75 mm, de staartlengte 35 tot 50 mm, de voorarmlengte 39 tot 50 mm, de oorlengte 25 tot 30 mm en het gewicht 11 tot 20 g.